# جستن ميرام
جستن ميرام هو لاعب كرة قدم سابق عراقي. لعب لنادي كولومبوس كرو وريال سالت ليك في الدوري الأمريكي لكرة القدم.
استدعاه مدرب منتخب العراق لكرة القدم حكيم شاكر للتدريب ضمن معسكر استعداد المنتخب لمباراته أمام منتخب السعودية ضمن تصفيات كأس آسيا 2015. وشارك مع المنتخب العراقي في كأس آسيا 2015 في أستراليا وحقق المركز الرابع في البطولة.

## إحصائيات
| منتخب العراق | منتخب العراق | منتخب العراق | منتخب العراق |
| السنة        | المباريات    | الأهداف      |              |
| ------------ | ------------ | ------------ | ------------ |
| 2014         | 5            | 0            |              |
| 2015         | 12           | 2            |              |
| 2016         | 5            | 0            |              |
| 2017         | 3            | 1            |              |
| 2018         | 4            | 0            |              |
| 2019         | 4            | 1            |              |
| 2021         | 2            | 0            |              |
| 2022         | 1            | 0            |              |
| المجموع      | 36           | 4            |              |

### الاهداف الدولية مع المنتخب
| #  | التاريخ      | المكان                   | الخصم          | عدد الاهدف | النتيجة | المناسبة               |
| -- | ------------ | ------------------------ | -------------- | ---------- | ------- | ---------------------- |
| 1. | 3 أيلول 2015 | ملعب شهيد دستغردي، طهران | تايبيه الصينية | 5–1        | 5–1     | تصفيات كأس العالم 2018 |
| 2. | 8 أيلول 2015 | ملعب راجامانغالا، بانكوك | تايلاند        | 1–0        | 2–2     | تصفيات كأس العالم 2018 |
| 3. | 31 آب 2017   | ملعب راجامانغالا، بانكوك | تايلاند        | 1–0        | 2–1     | تصفيات كأس العالم 2018 |
| 4. | 20 آذار 2019 | ملعب جذع النخلة، البصرة  | سوريا          | 1–0        | 1–0     | ودية                   |

## روابط خارجية
- جستن ميرام على موقع الدوري الأمريكي (الإنجليزية)
- جستن ميرام على موقع قاعدة بيانات كرة القدم.إي يو (الإنجليزية)
- جستن ميرام على موقع ليكيب (الفرنسية)
- جستن ميرام على موقع ناشيونال فوتبول تيمز (الإنجليزية)
- جستن ميرام على موقع Soccerbase.com (لاعب) (الإنجليزية)
- جستن ميرام على موقع Soccerway.com (الإنجليزية)
- جستن ميرام على موقع عالم كرة القدم.نت (الإنجليزية)
- جستن ميرام على موقع AS.com (الإسبانية)

- معلومات اللاعب في موقع MLS (بالإنكليزية)
- معلومات اللاعب في موقع Michigan (بالإنكليزية)